# 7794 Sanvito
7794 Sanvito eller 1996 AD4 är en asteroid i huvudbältet som upptäcktes den 15 januari 1996 av de båda italienska astronomerna Ulisse Munari och Maura Tombelli vid Cima Ekar-observatoriet. Den är uppkallad efter amatörastronomen Roberto di San Vito.
Asteroiden har en diameter på ungefär 5 kilometer och den tillhör asteroidgruppen Vesta.